# ماتس سولهيم
ماتس سولهيم (بالنرويجية البوكمول: Mats Solheim)‏ (3 ديسمبر 1987 في النرويج - ) هو لاعب كرة قدم نرويجي في مركز الدفاع. لعب مع نادي سوغندال لكرة القدم ونادي كالمار ونادي هاماربي لكرة القدم.

## روابط خارجية
- ماتس سولهيم على موقع اتحاد السويد (السويدية)
- ماتس سولهيم على موقع قاعدة بيانات كرة القدم.إي يو (الإنجليزية)
- ماتس سولهيم على موقع Soccerway.com (الإنجليزية)